# Cieśnina Kruzenszterna
Cieśnina Kruzenszterna (ros. Пролив Крузенштерна, proliw Kruziensztierna) – cieśnina położona w północnej części łańcucha Wysp Kurylskich, pomiędzy wyspami Łowuszki na północy a wyspą Rajkokie na południu. Łączy Morze Ochockie z Oceanem Spokojnym. Ma około 55 km szerokości i do 1764 m głębokości. Zasolenie wody w cieśninie wynosi od 32,5 do 34,2‰. Jej powierzchnia wynosi 40,84 km². Została nazwana na cześć rosyjskiego podróżnika Iwana Fiodorowicza Kruzenszterna, który przepłynął przez nią 19 maja 1805 roku na statku „Nadieżda”.